# Batalla de Gazala
La batalla de Gazala fue uno de los más relevantes enfrentamientos entre las tropas del Eje, formadas por el Deutsches Afrika Korps y el ejército italiano bajo el mando del Zorro del Desierto, el mariscal de campo Erwin Rommel, y las fuerzas Aliadas formadas en su mayoría por el VIII Ejército y su comandante Claude Auchinleck, en la campaña del Norte de África. Representó una de las más decisivas victorias del Eje, que fue seguida por la caída de Tobruk y la retirada de las tropas del VIII Ejército británico hasta El Alamein. 

## Antecedentes
Tras obtener el éxito en la Operación Crusader, a finales de 1941, las fuerzas británicas habían expulsado a las fuerzas del Eje fuera de Cyrenaica. Pero en enero de 1942, aprovechando la llegada de carros de combate a la fuerza de Rommel, éste atacó las posiciones británicas, forzando a la 1.ª División Blindada y a la 4.ª División India a retroceder hasta Gazala y quedarse a cerca de 65 km de Tobruk. De esta forma, los Aliados se retiraron por Libia hasta una posición más fuerte, la franja entre el puerto fortificado de Tobruk y la ciudad de Bir Hakeim al sur.

## Fuerzas enfrentadas

### Aliados
- VIII Ejército Británico (Ritchie)
  - VIII Cuerpo de Ejército Británico (Gott)
    - 1.ª División de Infantería sudafricana (Pienaar)
    - 2.ª División de Infantería sudafricana (Klopper)
    - 50.ª División de Infantería británica (Ramsden)
    - 1.ª Brigada Blindada británica
    - 32.ª Brigada Blindada británica
    - 9.ª Brigada india
    - Brigada independiente polaca de los Cárpatos

  - XXX Cuerpo de Ejército Británico (Norrie)
    - 1.ª División Blindada británica
      - 2.ª División Blindada británica
      - 22.ª Brigada Blindada británica
      - 201.ª Brigada de la Guardia británica

    - 7.ª División Blindada británica
      - 4.ª Brigada Blindada británica
      - 7.ª Brigada Motorizada británica

    - 1.ª División de Infantería de la Francia Libre
    - 7.ª Brigada Motorizada británica
    - 3.ª Brigada india
    - 29.ª Brigada india

### Eje
- Ejército Panzer alemán Afrika (Erwin Rommel)
  - Deutsches Afrika Korps (Nehring)
    - 15.ª División Panzer
    - 21.ª División Panzer

  - XX Cuerpo Motorizado italiano
    - 132.ª División blindada italiana Ariete
    - 101.ª División Motorizada italiana Trieste

  - 90.ª División Ligera alemana Afrika

- Grupo Crüwell (Crüwell)
  - X Cuerpo de Ejército italiano
    - 60.ª División de Infantería italiana Sabratha
    - 102.ª División Motorizada italiana Trento

  - XXI Cuerpo italiano
    - 17.ª División de Infantería italiana Pavia
    - 27.ª División de Infantería italiana Brescia

  - 150.ª Brigada de Fusileros alemana

## Desarrollo

### 26 de mayo

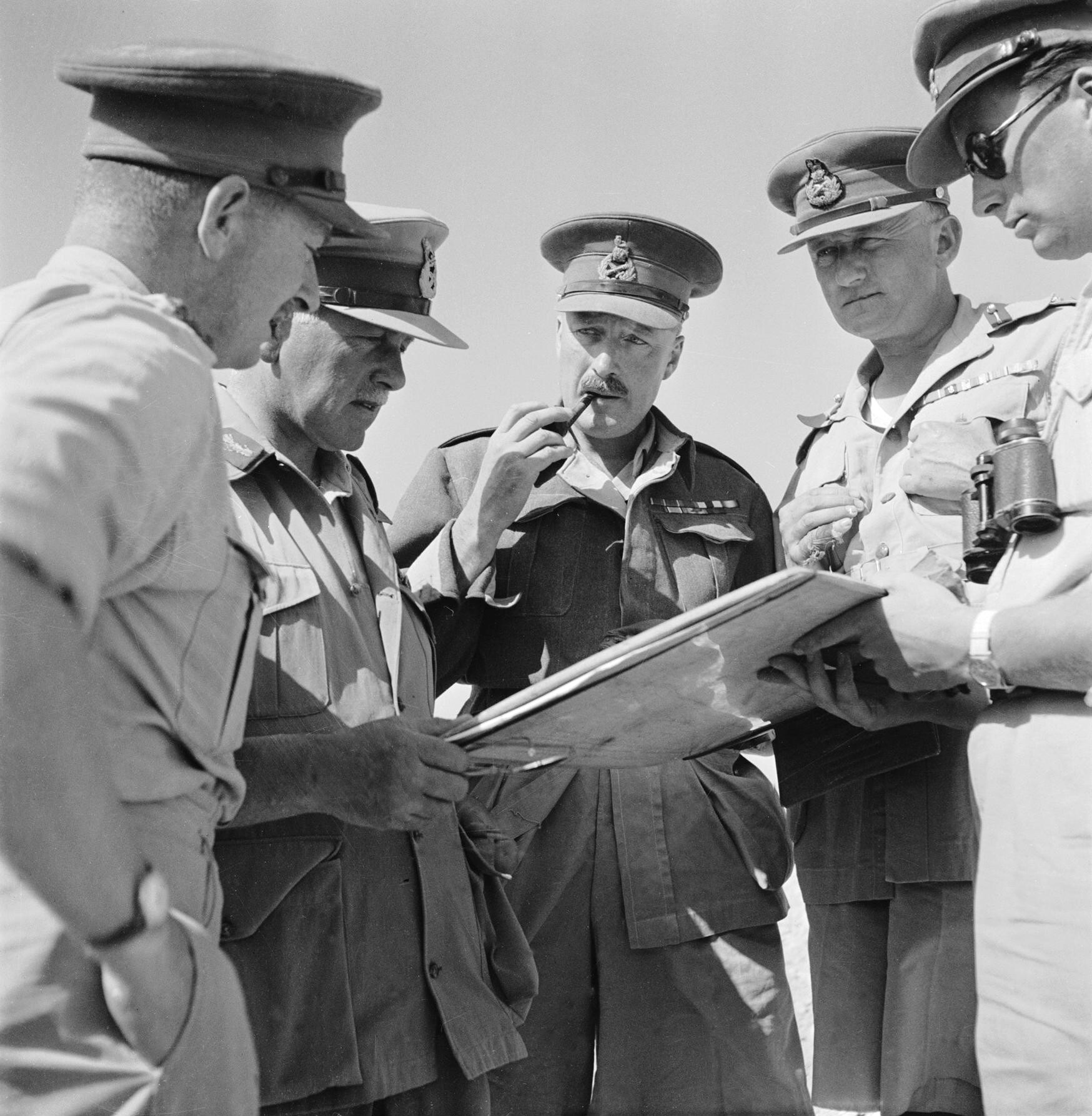
General Sir Neil Ritchie, comandante del ejército británico

Sabiéndose forzado por el mejor abastecimiento de los británicos y que la demora en el enfrentamiento sólo podía favorecer al bando contrario, el General Rommel inicia la ofensiva el 26 de mayo de 1942, aún en condiciones de inferioridad numérica. El Grupo Crüwell emprende una ofensiva directamente contra las fortificaciones en la línea Gazala, defendidas por fuerzas británicas y sudafricanas, en una estratagema para hacer pensar que el grueso de la ofensiva se centraría ahí.
Sin embargo, el cuerpo principal de la ofensiva, comandado por Rommel en persona y formado por su Afrika Korps, el XX Cuerpo motorizado italiano y la 90.ª División Ligera, lanzó su ofensiva por la noche y emprendió el rumbo en dirección al área de Acroma, rodeando las fortificaciones británicas de la línea Gazala.
Aprovechando el elemento sorpresa y la desorganización británica, las fuerzas de Rommel devastaron a las unidades británicas, incluyendo a la 7.ª Brigada motorizada británica y a la 3.ª Brigada India y el 3.° Regimiento de Tanques.